# Band-in-a-Box
Band-in-a-Box («оркестр в коробці») — програма MIDI-аранжувальник, створена компанією PG Music. По заданих акордах вона автоматично генерує музичний супровід в заданому стилі і складні інструментальні соло, імітуючи стиль гри відомих музикантів.